# 盧仁煥
盧 仁煥（ノ・イヌァン、ノ・インファン、朝鮮語: 노인환、1932年5月24日 - 2023年10月7日）は、大韓民国の公務員、政治家、実業家。第10・13・14代韓国国会議員。本貫は豊川盧氏。仏教徒。

## 経歴
日本統治時代の慶尚南道咸陽郡に生まれた。咸陽国民学校、居昌農業中学校（現・居昌中学校）、釜山高等学校を経てソウル大学校商科大学経済科卒業。その後は韓国政府の派遣でアメリカ合衆国ニューヨークで貿易実務教育、同国国務省の招請で開発金融制度教育を履修した。
メリーランド大学の講師、経済企画院公共借款課長・企画担当官・公正取引分科委員長を経て、1970年代には亀尾電子工業や新韓バルブなどの企業を運営した。1978年の第10代総選挙に民主共和党の公認で居昌郡・山清郡・咸陽郡選挙区から立候補して国会議員に初当選した。1981年から1987年までに全経連常任副会長、1987年に韓国創業投資社長を務めた後は政界に復帰し、1988年の第13代総選挙と1992年の第14代総選挙では山清郡・咸陽郡選挙区から国会議員に2選した。国会議員在職中には民主自由党党務委員・民主自由党財政委員長、国会財務委員長を務めた。1997年に大統領選挙の直前に自民連に入党し、同党副総裁を務めた。
2008年8月23日、日本統治時代の朝鮮で活躍した囲碁棋士の盧史楚の石碑の除幕式に参加した。
2023年10月7日、海外で死去。享年91。